# Gurunsi-Sprachen
Die Gurunsi-Sprachen, auch Grusi-Sprachen, sind eine Sprachfamilie des Zweigs der Gur-Sprachen innerhalb der Familie der Niger-Kongo-Sprachen. Sie umfassen in einem Nördlichen, Östlichen und Westlichen Zweig 23 Einzelsprachen.
Der Begriff Gurunsi wurde vermutlich 1886 vom Afrikaforscher Gottlob Krause zum ersten Mal verwendet. Von der Vorstellung, bei den Gurunsisprechern handele es sich um eine einzelne Ethnie, wurde Abstand genommen, da trotz linguistischer Verwandtschaft große kulturelle Unterschiede zwischen den ethnischen Gruppen bestehen. Außerdem ist Gurunsi keine von den so bezeichneten Menschen selbst verwendete Bezeichnung; sie hat in den Sprachen benachbarter Ethnien nur ausschließende Funktion. Aufgrund der sprachlichen Verwandtschaftsverhältnisse wird dem Begriff eine auf diesen Bereich beschränkte sinnvolle Nutzung weiterhin zugestanden.

## Sprachen
- Nördlicher Zweig
  - Kalamse
  - Lyélé
  - Südnuni
  - Nordnuni
  - Pana
  - Kasem
- Westlicher Zeig
  - Chakali
  - Winyé
  - Deg
  - Phuie
  - Paasaal
  - Sisaala, Tumulung
  - Sissala
  - Sisaala
  - Tampulma
  - Vagla
- Östlicher Zweig
  - Bago-Kusuntu
  - Chala
  - Lukpa
  - Kabiyé
  - Tem
  - Lama
  - Delo